# Мост (телесериал, Россия)
«Мост» — российский драматический детективный телесериал. Является адаптацией одноимённого шведско-датского сериала 2011—2018 годов. В главных ролях — литовская актриса Ингеборга Дапкунайте и российский актёр Михаил Пореченков.
Сериал состоит из двух сезонов по 10 серий. Первый русский сезон является адаптацией первого сезона одноимённого шведско-датского сериала, а второй российский сезон является адаптацией третьего сезона оригинального сериала.
Премьера первого сезона сериала состоялась на канале НТВ 21 мая 2018 года в 21:30. Заключительная серия первого сезона вышла в эфир 25 мая 2018 года.
Российская премьера второго сезона состоялась 22 мая 2020 года на видеосервисе Start. Новые серии размещались еженедельно по пятницам.
Заключительная серия второго сезона была выложена 24 июля 2020 года и завершилась клиффхэнгером.

## Обзор серии
| Сезон | Серии | Серии | Даты показа  | Даты показа     |
| Сезон | Серии | Серии | Первая серия | Последняя серия |
| ----- | ----- | ----- | ------------ | --------------- |
| 1     | 10    | 10    | 21 мая 2018  | 25 мая 2018     |
| 2     | 10    | 10    | 22 мая 2020  | 24 июля 2020    |

## Сюжет

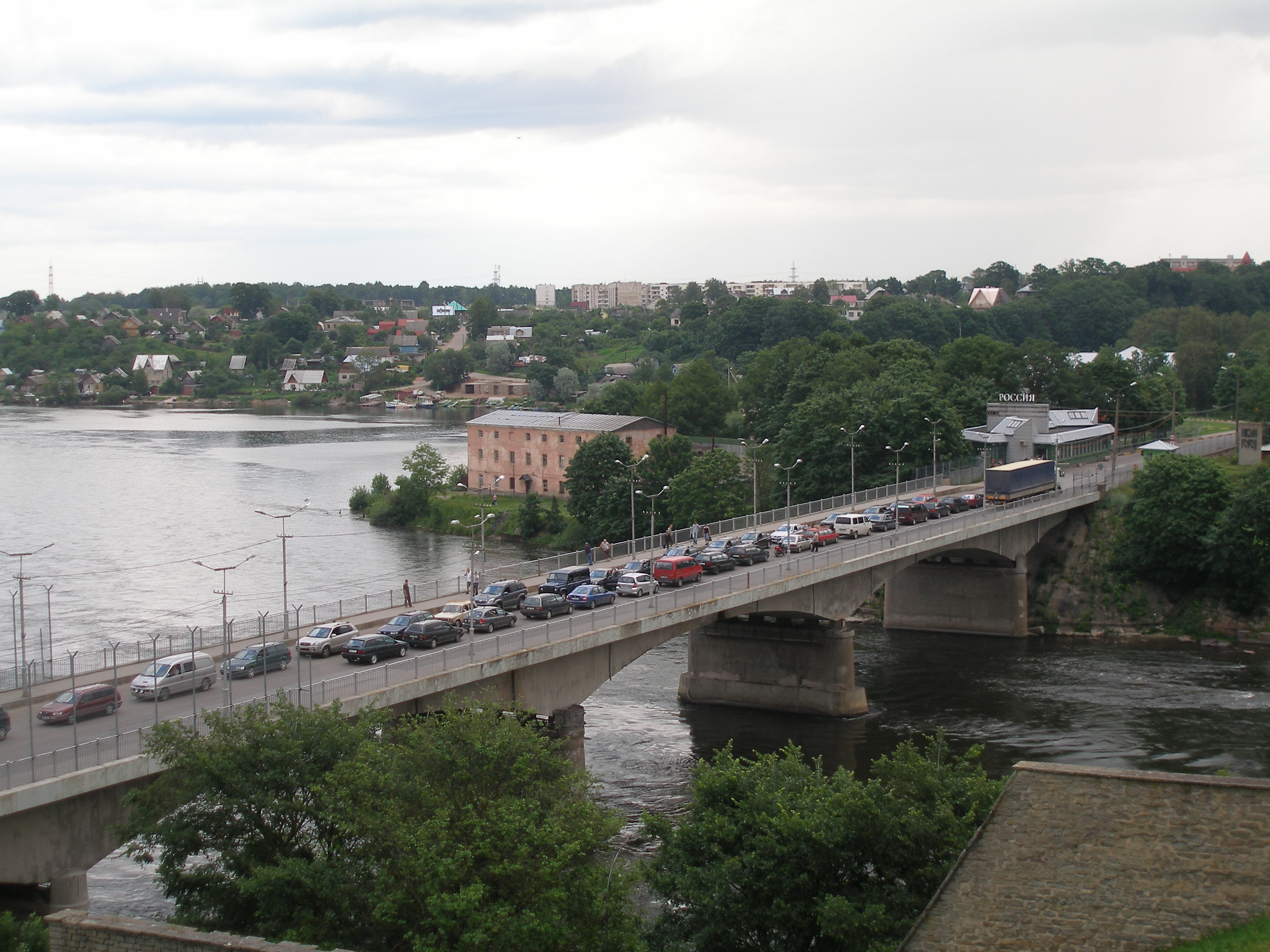
Нарвский мост Дружбы

### Первый сезон
Посередине Нарвского моста Дружбы, связывающего Россию и Эстонию, на условной пограничной линии, обнаруживают тело депутата эстонского парламента Катрин Йоала. Назначается совместное российско-эстонское расследование. Российскую сторону представляет следователь Следственного комитета России Максим Казанцев, а эстонскую — старший комиссар Центральной криминальной полиции Эстонии Инга Веермаа. Вместе им предстоит расследовать цепочку преступлений, содержащих пять «посланий» обществу от «Борца за правду» на тему социальной несправедливости.

### Второй сезон
Прошёл год. Телевидение Санкт-Петербурга сообщает о новом преступлении: на прогулочном катере, под мостом через Петровский канал между Васильевским островом и Комендантским проспектом, обнаружена странная композиция — три манекена и женский труп. В убитой опознают Марту Андерсаа, сотрудницу консульства Эстонии в Петербурге. Создаётся совместная эстонско-русская следственно-оперативная группа, которую возглавляют Инга Веермаа и Максим Казанцев. Им предстоит поймать серийного убийцу по прозвищу «Инсталлятор», чьи композиции убитых людей похожи на картины, представленные в художественной галерее известного миллионера.

## Актёры и персонажи

### В главных ролях
| Актёр                          | Роль                                                                       |
| ------------------------------ | -------------------------------------------------------------------------- |
| Ингеборга Дапкунайте           | Инга Веермаа старший комиссар Центральной криминальной полиции Эстонии     |
| Михаил Пореченков              | Максим Казанцев полковник СКР                                              |
| Анна Табанина                  | Лиза (Елизавета) Михайловна Казанцева жена Максима, мама Даши, Вани и Сони |
| Павел Стонт (1 сезон)          | Денис Казанцев сын Максима от первого брака                                |
| Алиса Миронова                 | Даша Казанцева дочь Лизы и Максима                                         |
| Андрюс Паулавичюс (1 сезон)    | Урмас любовник Инги                                                        |
| Владимир Селезнёв (2 сезон)    | Костя любовник Инги                                                        |
| Вадим Сквирский                | Олег Данилов / Ян Тарвас                                                   |
| Никита Волков (2 сезон)        | Олег Редников / Игорь Смулл                                                |
| Александр Марушев              | Виктор Кузьмин компьютерщик, подчинённый Максима                           |
| Алексей Митин                  | Кирилл Савченко оперативник, подчинённый Максима                           |
| Алексей Красноцветов (2 сезон) | Валентин Грибков старший лейтенант юстиции, подчинённый Максима            |
| Денис Старков (2 сезон)        | Андрей Полетаев эксперт-криминалист                                        |
| Татьяна Рябоконь               | Людмила Ивановна Зубова генерал юстиции, начальник Максима                 |
| Гуйдо Кангур                   | Хельмар Туулас префект эстонской полиции, начальник Инги                   |
| Александр Куйкка               | Гуннар компьютерщик эстонской полиции, подчинённый Инги                    |
| Кристьян Сарв                  | Леморт эксперт-криминалист эстонской полиции, подчинённый Инги             |
| Элина Пурдэ (1 сезон)          | Вилма Рюйтель инспектор эстонской полиции, подчинённая Инги                |

### В ролях
| Актёр                           | Роль                                                                                             |
| ------------------------------- | ------------------------------------------------------------------------------------------------ |
| Владимир Чернышов (1 сезон)     | патологоанатом эстонской полиции, коллега Инги                                                   |
| Владимир Крылов (1 сезон)       | Андрей Савельев телеведущий, ассистент Борца за правду                                           |
| Хельга Филиппова (1 сезон)      | Марина редактор на телевидении, коллега Андрея                                                   |
| Виталий Коваленко (1 сезон)     | Сергей Шевяков                                                                                   |
| Меелис Ряммельд (1 сезон)       | Арво Мяги инспектор эстонской полиции по делам несовершеннолетних                                |
| Оксана Базилевич (1 сезон)      | Нина Андреевна Акимова жена Владимира                                                            |
| Николай Данилов (1 сезон)       | Иван Вершинин папа Алексея и Владимира                                                           |
| Иван Кожевников (1 сезон)       | Алексей Вершинин младший сын Ивана, брат Владимира                                               |
| Андрей Астраханцев (1 сезон)    | Виталий Петрович Зинчук адвокат, жених на свадьбе                                                |
| Михаил Лучко (1 сезон)          | Вячеслав Алексеев компаньон Сергея Шевякова                                                      |
| Константин Шелестун (1 сезон)   | Георг Салуметс эстонский полицейский                                                             |
| Ольга Альбанова (1 сезон)       | жена Георга                                                                                      |
| Андрей Феськов (1 сезон)        | Юхан Тоомасало врач-анестезиолог                                                                 |
| Мария Скуратова (1 сезон)       | Лена Таркус                                                                                      |
| Алёна Кучкова (1 сезон)         | Светлана Егорова сестра Сергея Шевякова                                                          |
| Михаил Елисеев (1 сезон)        | Рогожин                                                                                          |
| Григорий Зельцер (2 сезон)      | Евгений Васильевич Редников бизнесмен                                                            |
| Полина Толстун (2 сезон)        | Паула Редникова галерист                                                                         |
| Максим Антипов (2 сезон)        | Миша Редников сын Евгения и Паулы                                                                |
| Андрей Финягин (2 сезон)        | Виталий Семёнович Журавлёв писатель, бывший муж Паулы                                            |
| София Никифорова (2 сезон)      | Маргарита Киреева поклонница Виталия Журавлёва, владелица похоронного агентства                  |
| Сергей Волков (2 сезон)         | Коля Дубинин айтишник Веры Поповой, старший брат Пашки                                           |
| Анастасия Тюнина (2 сезон)      | Настя фотограф                                                                                   |
| Аграфена Петровская (2 сезон)   | Вера Петровна Попова блогер                                                                      |
| Никита Плащевский (2 сезон)     | Дмитрий Иванович Попов бизнесмен                                                                 |
| Алёна Савастова (2 сезон)       | Соня Соколова студентка, любовница Владимира Морозова                                            |
| Михаил Разумовский (2 сезон)    | Геннадий Андреевич Соколов отец Сони                                                             |
| Дмитрий Луговкин (2 сезон)      | Георгий Будасов жиголо                                                                           |
| Виктория Малекторович (2 сезон) | Ольга Новикова жена Вадима                                                                       |
| Кристина Кузьмина (2 сезон)     | Наталья Исаева сестра Ольги Новиковой, любовница Вадима Новикова                                 |
| Самвел Мужикян (2 сезон)        | Вадим Новиков муж Ольги, любовник Натальи Исаевой                                                |
| Елена Мартыненко (2 сезон)      | Ирина Александровна Воронцова руководитель клиники «Надежда»                                     |
| Наталья Иохвидова (2 сезон)     | Зоя Михайловна Ларионова бывший директор детского дома                                           |
| Василий Гузов (2 сезон)         | Виктор Денисович Тарасов писатель эротических романов                                            |
| Полина Дудкина (2 сезон)        | Анна няня детей Казанцевых                                                                       |
| Олег Ерёмин (2 сезон)           | Владимир Николаевич Морозов доцент Балтийского экономического института, любовник Сони Соколовой |
| Валентина Иккерт (2 сезон)      | Жанна Александровна мама Кости                                                                   |
| Людмила Никольская (2 сезон)    | мама Евгения Редникова                                                                           |
| Дмитрий Сутырин (2 сезон)       | Томас Юрген муж Марты Андерсаа                                                                   |
| Глеб Темнов (2 сезон)           | Сафронов                                                                                         |
| Олег Фёдоров (2 сезон)          | Святослав Устинов художник                                                                       |
| Алексей Фролов (2 сезон)        | Василий Григорьевич Белов продавец-консультант                                                   |
| Никита Чеканов (2 сезон)        | оперативник, охранявший Соню и Геннадия Соколовых                                                |
| Тимур Дятчик (2 сезон)          | доктор дочери Казанцева                                                                          |
| Игорь Юдин (2 сезон)            | Алексей Осипов охранник галереи Паулы и Евгения                                                  |